# Campeonato Argentino de Clubes 1973
El Campeonato Argentino de Clubes fue la primera y única edición del torneo de rugby que reunió a los clubes de la División Superior de la Unión Argentina de Rugby y a los campeones de las uniones provinciales argentinas, denominadas uniones del interior. Las fases finales se disputaron entre el 20 de octubre y el 3 de noviembre de 1973.
Este torneo, precursor del actual Torneo Nacional de Clubes, fue la versión para clubes del Campeonato Argentino de Rugby, torneo que reunía a seleccionados representativos y que contaba con el mismo objetivo de difundir el rugby en toda la Argentina. Hubo proyectos en la Unión Argentina de Rugby para realizar la segunda edición del torneo en 1975, 1976, 1978, y 1987, pero ninguno se llevó a cabo hasta 1993.
La final fue disputada por Marista, campeón de la Unión de Rugby de Cuyo, y Banco Nación, de la División Superior de la UAR, en el El Challao, Provincia de Mendoza. Los locales obtuvieron el título al vencer a los bonaerense por 4-0 a través de un try de Carlos Dora.

## Equipos participantes
Participaron del torneo los campeones de las 14 uniones provinciales afiliadas a la Unión Argentina de Rugby y los 24 equipos de la División Superior de Buenos Aires.

### División Superior de la UAR
Los veinticuatro clubes que participaron en la División Superior de 1973 fueron divididos en cuatro zonas de seis equipos cada uno. Cada zona se disputó con el sistema de todos contra todos con los ganadores de cada zona clasificando a los cuartos de final del torneo.
| - A. D. Francesa - Alumni - Banco Nación - Belgrano Athletic Club - Buenos Aires - CASI | - Champagnat - CUBA - Curupaytí - DAOM - Hindú - La Plata | - Liceo Militar - Liceo Naval - Los Matreros - Los Tilos - Newman - Obras Sanitarias | - Old Georgian Club - Pucará - Pueyrredón - San Fernando - San Isidro Club - San Martín |

### Campeones regionales
Los campeones de las catorce uniones provinciales afiliadas a la Unión Argentina de Rugby fueron divididos en cuatro zonas geográficas. Cada zona se resolvió con partidos a eliminación directa, con los ganadores de cada zona clasificando a los cuartos de final del torneo.
| Zona Norte - Campeón de la Unión Cordobesa de Rugby - Campeón de la Unión de Rugby de Salta - Campeón de la Unión de Rugby de Tucumán - Campeón de la Unión Jujeña de Rugby | Zona Sur - Campeón de la Unión de Rugby Austral - Campeón de la Unión de Rugby de Mar del Plata - Campeón de la Unión de Rugby del Sur - Campeón de la Unión de Rugby del Valle del Chubut |

| Zona Este - Campeón de la Unión de Rugby de Rosario - Campeón de la Unión de Rugby del Nordeste - Campeón de la Unión Santafesina de Rugby | Zona Oeste - Campeón de la Unión de Rugby de Cuyo - Campeón de la Unión de Rugby del Alto Valle de Río Negro y Neuquén - Campeón de la Unión Sanjuanina de Rugby |

## Fase de grupos

### División Superior de Buenos Aires
| Pos. | Equipos         | Partidos | Partidos | Partidos | Tantos | Tantos | Tantos | Pts. |
| Pos. | Equipos         | G        | E        | P        | PF     | PC     | DP     | Pts. |
| ---- | --------------- | -------- | -------- | -------- | ------ | ------ | ------ | ---- |
| 1.°  | San Martín      | 4        | 0        | 1        | 51     | 36     | +15    | 8    |
| 2.°  | A. D. Francesa  | 4        | 0        | 1        | 72     | 31     | +41    | 8    |
| 3.°  | San Isidro Club | 3        | 0        | 2        | 165    | 52     | +113   | 6    |
| 4.°  | San Fernando    | 3        | 0        | 2        | 50     | 58     | -8     | 6    |
| 5.°  | DAOM            | 1        | 0        | 4        | 65     | 100    | -35    | 2    |
| 6.°  | Obras           | 0        | 0        | 5        | 34     | 154    | -120   | 0    |

| Pos. | Equipos      | Partidos | Partidos | Partidos | Tantos | Tantos | Tantos | Pts. |
| Pos. | Equipos      | G        | E        | P        | PF     | PC     | DP     | Pts. |
| ---- | ------------ | -------- | -------- | -------- | ------ | ------ | ------ | ---- |
| 1.°  | Banco Nación | 5        | 0        | 0        | 120    | 26     | +94    | 10   |
| 2.°  | CUBA         | 4        | 0        | 1        | 116    | 34     | +82    | 8    |
| 3.°  | Newman       | 3        | 0        | 2        | 103    | 63     | +40    | 6    |
| 4.°  | Champagnat   | 2        | 0        | 3        | 34     | 44     | -10    | 4    |
| 5.°  | Alumni       | 1        | 0        | 4        | 48     | 183    | -135   | 2    |
| 6.°  | Curupaytí    | 0        | 0        | 5        | 31     | 104    | -73    | 0    |

| Pos. | Equipos       | Partidos | Partidos | Partidos | Tantos | Tantos | Tantos | Pts. |
| Pos. | Equipos       | G        | E        | P        | PF     | PC     | DP     | Pts. |
| ---- | ------------- | -------- | -------- | -------- | ------ | ------ | ------ | ---- |
| 1.°  | Pucará        | 4        | 0        | 1        | 145    | 41     | +104   | 8    |
| 2.°  | CASI          | 3        | 0        | 2        | 87     | 54     | +33    | 6    |
| 3.°  | Pueyrredón    | 3        | 0        | 2        | 94     | 59     | +35    | 6    |
| 4.°  | La Plata      | 3        | 0        | 2        | 60     | 80     | -20    | 6    |
| 5.°  | Liceo Militar | 2        | 0        | 3        | 38     | 74     | -36    | 4    |
| 6.°  | Buenos Aires  | 0        | 0        | 5        | 34     | 150    | -116   | 0    |

| Pos. | Equipos       | Partidos | Partidos | Partidos | Tantos | Tantos | Tantos | Pts. |
| Pos. | Equipos       | G        | E        | P        | PF     | PC     | DP     | Pts. |
| ---- | ------------- | -------- | -------- | -------- | ------ | ------ | ------ | ---- |
| 1.°  | Liceo Naval   | 5        | 0        | 0        | 101    | 46     | +55    | 10   |
| 2.°  | Belgrano A.C. | 4        | 0        | 1        | 103    | 85     | +18    | 8    |
| 3.°  | Hindú         | 3        | 0        | 2        | 130    | 107    | +23    | 6    |
| 4.°  | Los Tilos     | 2        | 0        | 3        | 57     | 108    | -51    | 4    |
| 5.°  | Los Matreros  | 1        | 0        | 4        | 81     | 75     | +6     | 2    |
| 6.°  | Old Georgian  | 0        | 0        | 5        | 74     | 125    | -51    | 0    |

### Clubes del interior
Los ganadores de las zonas del interior fueron los siguientes:
| Zona  | Club                           | Unión                     |
| ----- | ------------------------------ | ------------------------- |
| Este  | Atlético del Rosario           | Unión de Rugby de Rosario |
| Oeste | Marista Rugby Club             | Unión de Rugby de Cuyo    |
| Sur   | Club Argentino de Bahía Blanca | Unión de Rugby del Sur    |
| Norte | no hubo                        | no hubo                   |

## Fase final
Debido a que la Zona Norte no pudo definir un ganador en el término correspondiente, el Consejo Directivo de la Unión Argentina de Rugby declaró al Club Atlético Ferrocarril General San Martín como ganador de su partido correspondiente a los cuartos de final.
|  | Cuartos de final   | Cuartos de final   | Cuartos de final   |              |                  | Semifinales      | Semifinales   | Semifinales   |  |         | Final          | Final          | Final          |  |
|  | 20 y 21 de octubre | 20 y 21 de octubre | 20 y 21 de octubre |              |                  | 28 de octubre    | 28 de octubre | 28 de octubre |  |         | 3 de noviembre | 3 de noviembre | 3 de noviembre |  |
|  |                    |                    |                    |              |                  |                  |               |               |  |         |                |                |                |  |
|  |                    |                    |                    |              |                  |                  |               |               |  |         |                |                |                |  |
|  | Oeste              | Marista            | 10                 |              |                  |                  |               |               |  |         |                |                |                |  |
|  | Oeste              | Marista            | 10                 |              |                  |                  |               |               |  |         |                |                |                |  |
|  | III                | Pucará             | 6                  |              |                  |                  |               |               |  |         |                |                |                |  |
|  | III                | Pucará             | 6                  |              | Marista          | Marista          | 33            |               |  |         |                |                |                |  |
|  |                    |                    |                    |              | Marista          | Marista          | 33            |               |  |         |                |                |                |  |
|  |                    |                    | San Martín         | San Martín   | 0                |                  |               |               |  |         |                |                |                |  |
|  | Norte              |                    | San Martín         | San Martín   | 0                | P.P.             |               |               |  |         |                |                |                |  |
|  | Norte              |                    |                    |              |                  |                  |               |               |  |         |                |                |                |  |
|  | I                  | San Martín         | G.P.               |              |                  |                  |               |               |  |         |                |                |                |  |
|  | I                  | San Martín         | G.P.               |              |                  |                  |               |               |  | Marista | Marista        | 4              |                |  |
|  |                    |                    |                    |              |                  |                  |               |               |  | Marista | Marista        | 4              |                |  |
|  |                    |                    | Banco Nación       | Banco Nación | 0                |                  |               |               |  |         |                |                |                |  |
|  | Este               | Atl. del Rosario   | Banco Nación       | Banco Nación | 0                | 32               |               |               |  |         |                |                |                |  |
|  | Este               | Atl. del Rosario   |                    |              |                  |                  |               |               |  |         |                |                |                |  |
|  | IV                 | Liceo Naval        | 10                 |              |                  |                  |               |               |  |         |                |                |                |  |
|  | IV                 | Liceo Naval        | 10                 |              | Atl. del Rosario | Atl. del Rosario | 16            |               |  |         |                |                |                |  |
|  |                    |                    |                    |              | Atl. del Rosario | Atl. del Rosario | 16            |               |  |         |                |                |                |  |
|  |                    |                    | Banco Nación       | Banco Nación | 35               |                  |               |               |  |         |                |                |                |  |
|  | Sur                | Argentino (BB)     | Banco Nación       | Banco Nación | 35               | 17               |               |               |  |         |                |                |                |  |
|  | Sur                | Argentino (BB)     |                    |              |                  |                  |               |               |  |         |                |                |                |  |
|  | II                 | Banco Nación       | 39                 |              |                  |                  |               |               |  |         |                |                |                |  |
|  | II                 | Banco Nación       | 39                 |              |                  |                  |               |               |  |         |                |                |                |  |
|  |                    |                    |                    |              |                  |                  |               |               |  |         |                |                |                |  |

| Bandera de la Provincia de Mendoza |
| Marista Rugby Club Campeón         |